# 奧克格羅夫 (佛羅里達州奧卡魯沙縣)
奧克格羅夫（英語：Oak Grove）是位於美國佛羅里達州奧卡魯沙縣的一個非建制地區。該地的面積和人口皆未知。

## 地理
奧克格羅夫的座標為30°55′30″N 86°34′03″W / 30.92500°N 86.56750°W，而該地的平均海拔高度為48米（即157英尺）。